# Bdelyrus metaensis
Bdelyrus metaensis (лат.) — вид пластинчатоусых жуков рода Bdelyrus из подсемейства скарабеины (Scarabaeinae). Неотропика: Колумбия (Meta, Villavicencio). Вид назван по месту обнаружения типовой серии (штат Мета в Колумбии).

## Описание
Длина тела до 10,16 мм, ширина до 5,0 мм. Глаза мелкие, редуцированные. Клипеус выступает вперёд. Межглазничное расстояние равно 7,0 — 7,15 диаметрам глаз; клипеус, лоб и щёки грубо пунктированные. Основная окраска тела коричневато-чёрная, блестящая. Навозный жук, населяет вечнозелёные тропические леса Амазонии. Встречается в июле. Усики с 3-члениковой булавой. Задние голени с одной вершинной шпорой. Вид был впервые описан в 1998 году канадским энтомологом Джойсом Куком (Joyce Cook, North Augusta, Онтарио, Канада) по материалам, собранным в Колумбии.